# Asaph de Llan-Elwy
Pour les articles homonymes, voir Asaph.
Saint Asaph est un saint de l'Église catholique romaine. Moine breton, il vivait vers l'an 500, dans le pays de Galles. Au confluent des rivières Clwyd et Elwy, il fonda le monastère de Llan-Elwy, qui prit de lui le nom de Saint-Asaph.
Les Églises catholiques et orthodoxes l'honorent le 1er mai,.

## Liens
- Notices dans des dictionnaires ou encyclopédies généralistes :   - Dictionary of Welsh Biography
  - Oxford Dictionary of National Biography